# Tomba dei due tetti

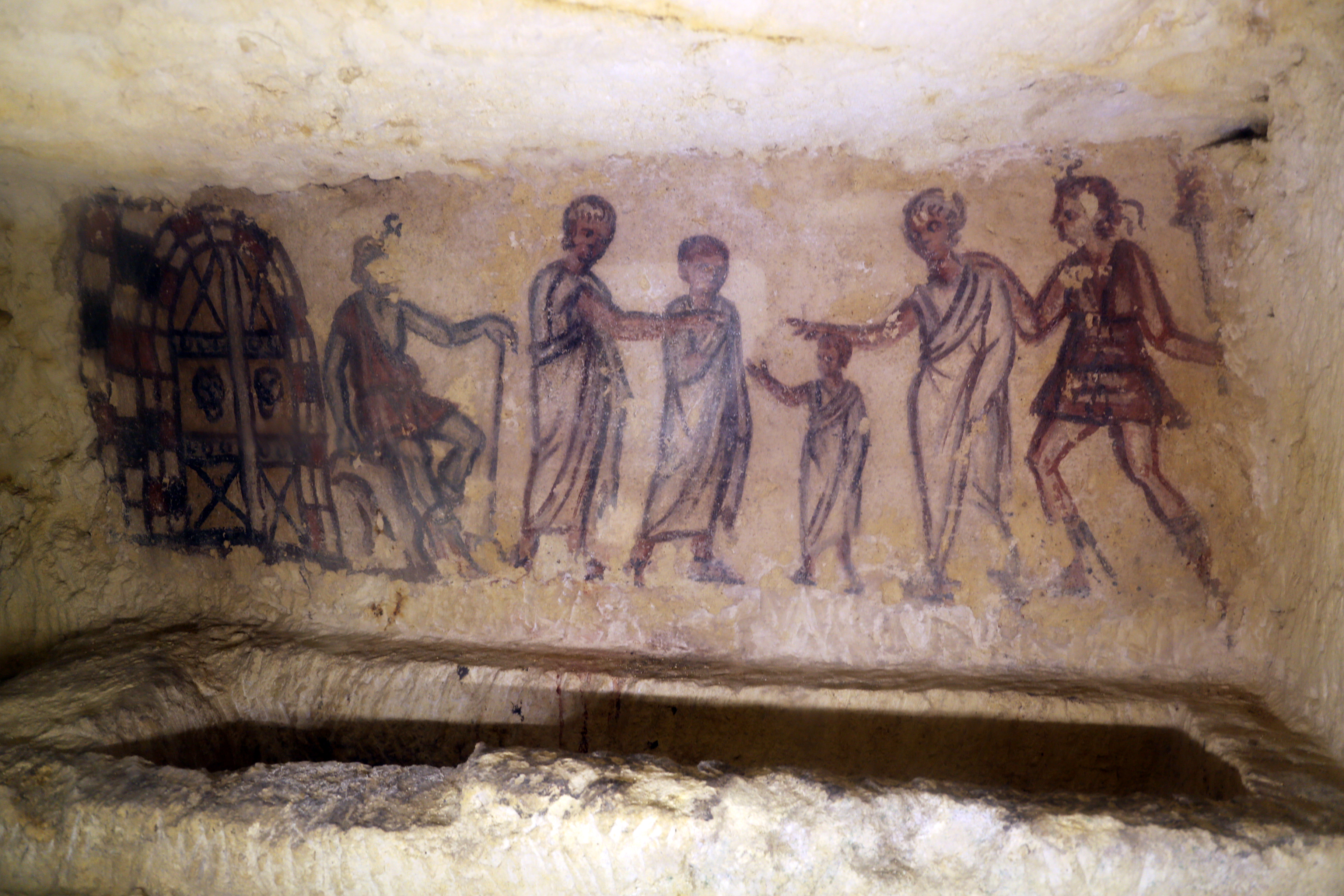
Toter am Eingangstor zur Unterwelt

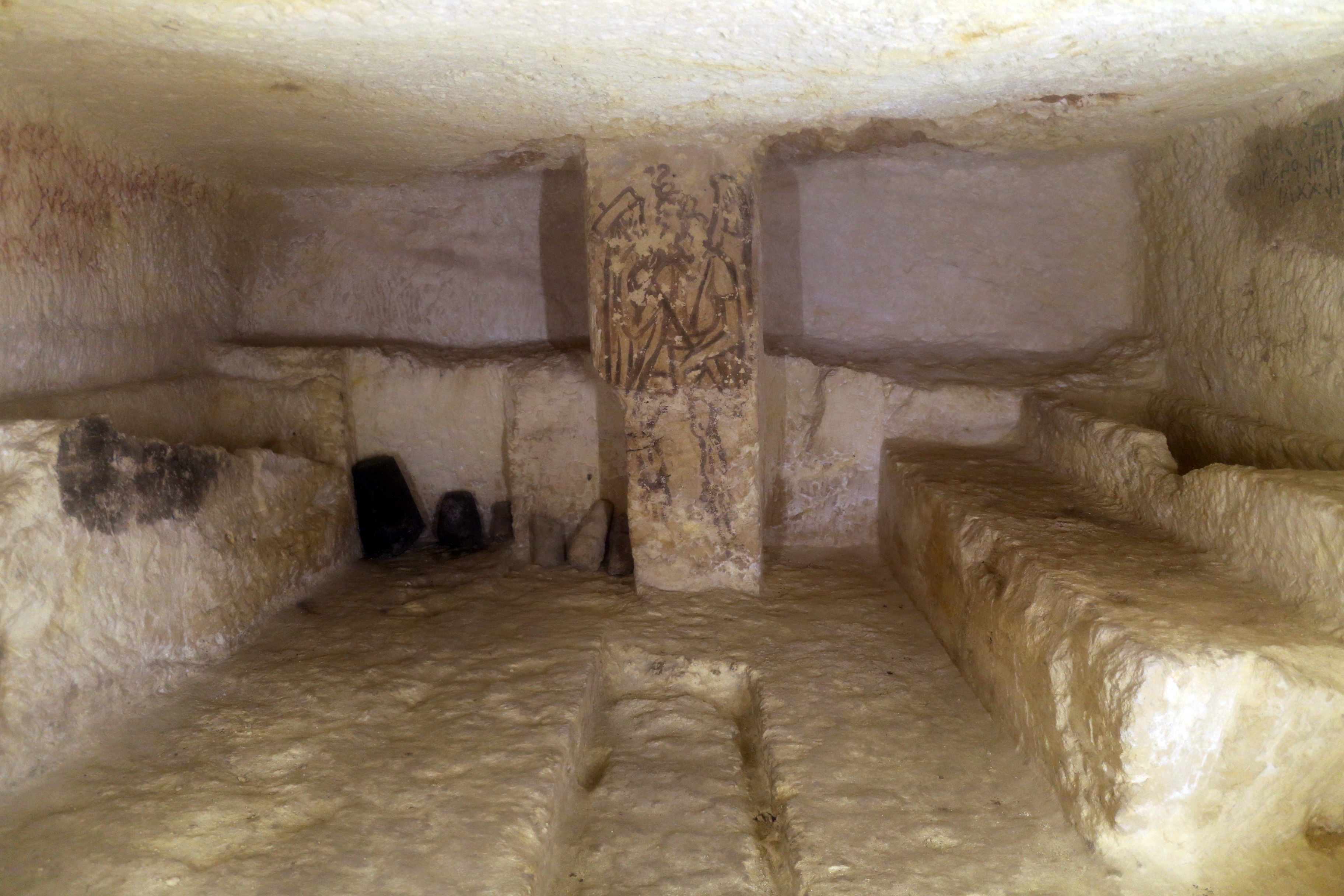
Darstellung des Charun

Die Tomba dei due tetti (deutsch: „Grab der zwei Dächer“, zunächst mit der Nummer 5636 bezeichnet) wurde im Jahr 1969 in der etruskischen Monterozzi-Nekropole bei Tarquinia in der italienischen Provinz Viterbo entdeckt. Das Grab besteht aus einer kleinen Kammer, deren rechte Wand und Mittelpfeiler bemalt sind. Es datiert ins dritte Jahrhundert v. Chr. In älterer Literatur ist es mehrmals ins zweite Jahrhundert datiert worden. An den Wänden der Grabkammer befinden sich in den Stein gehauene Sarkophage.
Auf der rechten Wand sieht man die Ankunft der Toten am Eingang zur Unterwelt. Ganz links ist das Tor zur Unterwelt dargestellt: Charun sitzt vor dem Eingang. Es folgen vier Tote, ganz rechts ist Vanth mit einer Fackel abgebildet. In der Mitte der kleinen Kammer befindet sich ein Pfeiler, dort ist wiederum Charun mit einem Hammer dargestellt. Der Stil der Malereien ist eher grob, die Figuren sind mit groben Umrisslinien gezeichnet, während es nur wenige farbliche Nuancierungen gibt. Ein anderes Grab mit vergleichbaren Malereien ist das mit der Nummer 4912.